# Sanchore
Sanchore là một thành phố và khu đô thị của quận Jalor thuộc bang Rajasthan, Ấn Độ.

## Nhân khẩu
Theo điều tra dân số năm 2001 của Ấn Độ, Sanchore có dân số 25.881 người. Phái nam chiếm 53% tổng số dân và phái nữ chiếm 47%. Sanchore có tỷ lệ 48% biết đọc biết viết, thấp hơn tỷ lệ trung bình toàn quốc là 59,5%: tỷ lệ cho phái nam là 62%, và tỷ lệ cho phái nữ là 32%. Tại Sanchore, 20% dân số nhỏ hơn 6 tuổi.